# 稻葉光雄
稻葉光雄（1948年10月2日—2012年8月11日），日本棒球選手，出生於静岡県静岡市清水区，曾經效力於日本職棒中日龍等隊伍，於1986年退休，生涯通算104次勝投。